# Ann-Marie Tung
Ann-Marie Tung Hwa-Rey Hermelin, född 21 juli 1968 i Gustav Vasa församling, Stockholms län, är en svensk författare, enhetschef, förbundssekreterare, ordförande samt huvudsekreterare. Ann-Marie Tung Hermelin har tidigare varit enhetschef på Nationellt centrum för kvinnofrid vid Uppsala universitet, förbundssekreterare för Sveriges Kvinnojourers Riksförbund och ordförande för RFSU Stockholm samt Fogelstad Kvinnokurser. Ann-Marie Tung Hermelin var huvudsekreterare i en utredning vid Näringsdepartementet, SOU 2004:117.
Hon debuterade med romanen Inunder på Bokförlaget Atlas i april 2012.